# Carbunup River
Carbunup River is een plaats in de regio South West in West-Australië.

## Geschiedenis
In de jaren 1920 werden in de streek kolonisten gevestigd middels een Group Settlement Scheme. De gemeenschapszaal van Carbunup River, de 'Carbunup Hall', werd in 1920 gebouwd.
In 1926 werd Carbunup officieel gesticht. Om verwarring met het in de streek rond Mount Barker gelegen Carbarup te vermijden werd de plaats in 1958 tot Carbunup River omgedoopt. De naam is Aborigines van oorsprong en zou "plaats van een vriendelijke stroom", "plaats van de aalscholvers" of "plaats van het Jacksonia-struikgewas" ('place of the stinkwood thicket') hebben betekend.

## Beschrijving
Carbunup River maakt deel uit van het lokale bestuursgebied (LGA) City of Busselton, waarvan Busselton de hoofdplaats is. In 2021 telde Carbunup River 112 inwoners.
Het reptielenpark 'Discover Deadly' is in Carbunup River gelegen.

## Ligging
Carbunup River ligt nabij de Bussell Highway en de Carbunup, 240 kilometer ten zuidzuidwesten van de West-Australische hoofdstad Perth, 70 kilometer ten zuidwesten van Bunbury en 20 kilometer ten westen van Busselton.

## Klimaat
De streek kent een gematigd mediterraan klimaat, Csb volgens de klimaatclassificatie van Köppen.

## Galerij

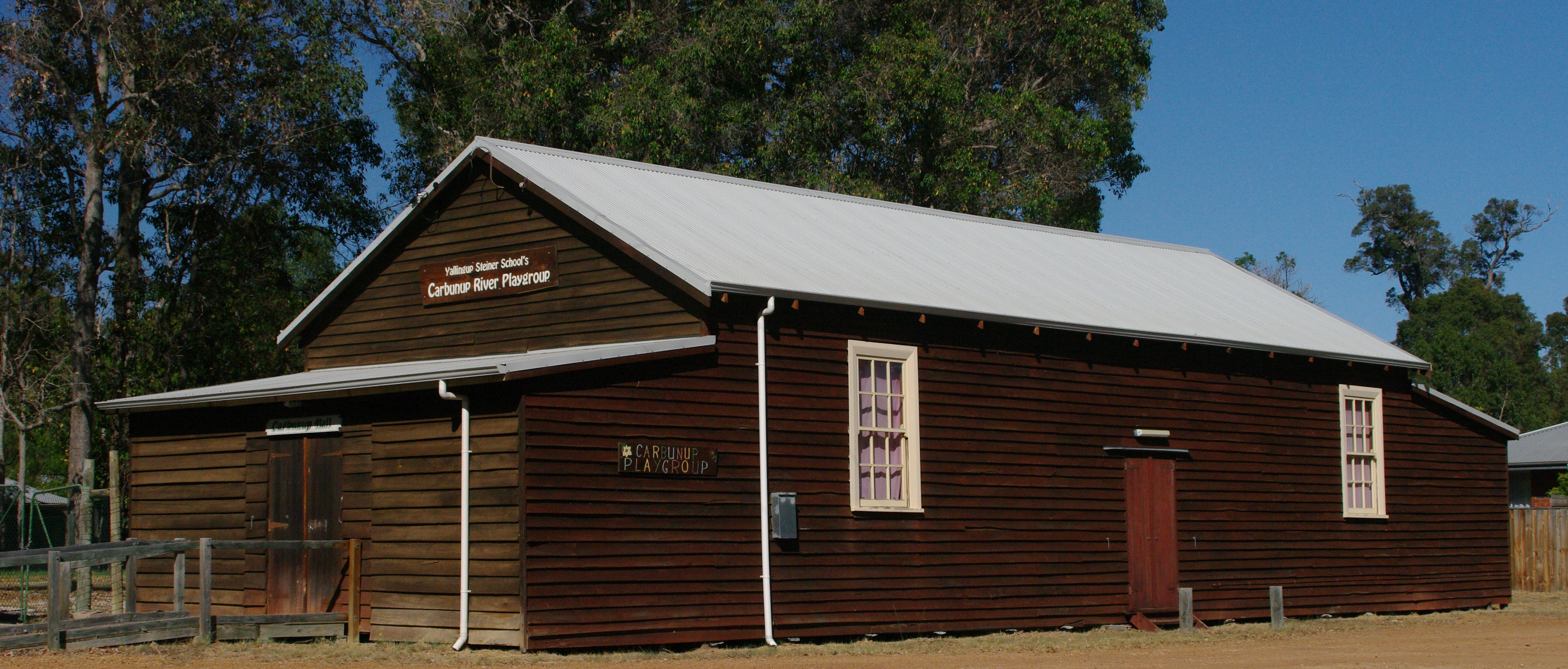
'Carbunup Hall'
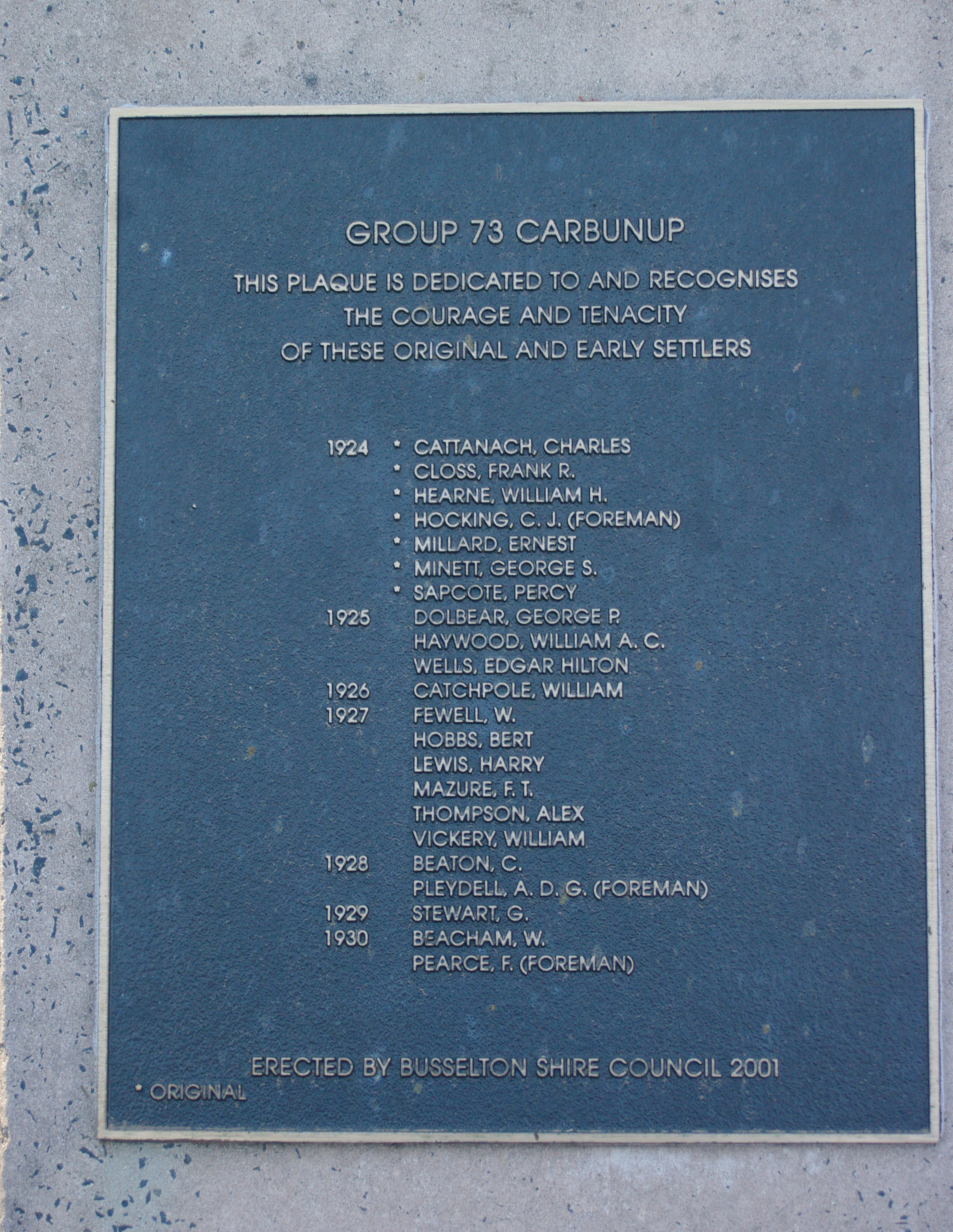
Herdenkingsplaat 'Group Settlement Scheme'